# Galimzyan Khusainov
Galimzyan Salikhovich Khusainov - respectivamente, em russo, Галимзян Салихович Хусаинов e, no tártaro, Гəлимҗан Салих улы Хөсәенев (Novoye Ishlaykino, 22 de junho de 1937 — Moscou, 5 de fevereiro de 2010) foi um futebolista russo de etnia tártara.

## Carreira
Iniciou a carreira em 1957, no então Krylya Sovetov Kuybyshev, mudando-se, após três temporadas, para o Spartak Moscou, clube em que jogaria por mais tempo (350 jogos e 103 gols marcados) e conquistaria 2 Campeonatos Soviéticos e 3 Copas da URSS. Khusainov pendurou as chuteiras em 1973, aos 36 anos.

## Pós-aposentadoria
Um ano após encerrar a carreira, Khusainov retomou a carreira como auxiliar-técnico do Spartak Nalchik. Desempenhou o mesmo cargo na equipe Sub-17 da União Soviética (1975) e no Spartak Moscou (1976). Após 4 anos parado, voltou a trabalhar em 1980, também como assistente do Pakhtakor Tashkent, encerrando sua trajetória futebolística 2 anos depois.

## Seleção
Pela Seleção Soviética, tornou-se o primeiro atleta de origem tártara a disputar uma Copa do Mundo na história, tendo participado das edições de 1962 e 1966, sendo que nesta última a URSS obteve sua melhor classificação no torneio, ficando em quarto lugar. Jogou também a Eurocopa de 1964, marcando um gol na final contra a anfitriã Espanha. Naquela altura (apenas oito minutos de jogo) era o tento de empate (dois minutos após a Espanha abrir o placar), mas a Fúria, a seis minutos do final do jogo, marcou o gol do título.

## Morte
Khusainov morreu em 5 de fevereiro de 2010, aos 72 anos, após complicações decorrentes de uma atrofia cerebral, que o afetava havia 15 anos.